# Trpeza (Vitina)
Pour les articles homonymes, voir Trpeza.
Tërpezë en albanais et Trpeza en serbe latin (en serbe cyrillique : Трпеза) est une localité du Kosovo située dans la commune/municipalité de Viti/Vitina, district de Gjilan/Gnjilane (Kosovo) ou district de Kosovo-Pomoravlje (Serbie). Selon le recensement kosovar de 2011, elle compte 1 818 habitants, dont une majorité d'Albanais.

## Histoire
Sur le territoire du village se trouve le site de Gradište, dont les vestiges remontent aux IIe siècle et XVe siècle ; mentionné par l'Académie serbe des sciences et des arts, il est inscrit sur la liste des monuments culturels du Kosovo.

## Démographie

### Évolution historique de la population dans la localité
| 1948  | 1953  | 1961  | 1971  | 1981  | 1991  | 2011  |
| ----- | ----- | ----- | ----- | ----- | ----- | ----- |
| 1 218 | 1 299 | 1 715 | 1 916 | 1 809 | 2 157 | 1 818 |

|  |